# Iaroslava Frolova
Iaroslava Vladimirovna  Frolova (russe : Ярослава Владимировна Фролова), née le 18 mai 1997 à Volgograd, est une joueuse internationale russe de handball évoluant au poste de demi-centre.

## Palmarès

### Sélection nationale
championnats d'Europe
- finaliste du championnat d'Europe 2018

championnats du monde
- médaillée de bronze au championnat du monde 2019

autres
- finaliste du championnat du monde junior en 2016
- finaliste du championnat d'Europe junior en 2015[1]
- finaliste du championnat d'Europe jeunes en 2013[2]

### Club
compétitions nationales
- championne de Russie en 2014 (avec Dinamo Volgograd)

### Récompenses individuelles
- élue meilleure joueuse du championnat du monde junior 2016[3]
- élue meilleure demi-centre du championnat d'Europe junior 2015[4]
- élue meilleure demi-centre du championnat d'Europe jeunes 2013